# Lecionário 19
O Lecionário 19 (designado pela sigla ℓ 19 na classificação de Gregory-Aland) é um antigo manuscrito do Novo Testamento, paleograficamente datado do Século XIII d.C.[a]
Este codex contém lições dos evangelhos de João Mateus e Lucas (conhecido como Evangelistarium), mas com lacunas[a]. Foi escrito em grego, e actualmente se encontra na Biblioteca Bodleiana.